# Antoni (Pawlinski)
Antoni, imię świeckie: Aleksandr Iwanowicz Pawlinski (ur. 17 listopada?/29 listopada 1801 w Prytykach, zm. 17 marca?/29 marca 1878 we Włodzimierzu) – rosyjski biskup prawosławny. 

## Życiorys
Był synem kapłana prawosławnego. W 1827 ukończył seminarium duchowne w Kostromie, zaś w 1831 – Petersburską Akademię Duchowną, uzyskując tytuł kandydata nauk teologicznych. Będąc studentem, 14 września 1829 złożył wieczyste śluby mnisze, zaś 6 lipca 1831 został wyświęcony na hieromnicha. Po ukończeniu studiów w Akademii został skierowany do pracy wykładowcy teologii w seminarium duchownym w Kałudze oraz jego inspektora. Po roku został przeniesiony na analogiczne stanowisko w seminarium duchownym w Petersburgu. Był równocześnie rektorem niższej szkoły duchownej przy Ławrze św. Aleksandra Newskiego w Petersburgu. W 1838 otrzymał godność archimandryty, od 1840 był rektorem seminarium duchownego w Nowogrodzie i przełożonym monasteru św. Antoniego Rzymianina w tym samym mieście. 
8 lipca 1852 przyjął chirotonię biskupią i został wikariuszem eparchii woroneskiej z tytułem biskupa ostrogoskiego. W 1853 przeniesiony do eparchii nowogrodzkiej, również jako wikariusz, z tytułem biskupa staro-russkiego. W roku następnym objął katedrę archangielską i chołmogorską, zaś od 1857 do 1860 był biskupem niżnonowogrodzkim. W obydwu eparchiach zaangażował się w zwalczanie staroobrzędowców. W 1860 objął katedrę wołyńską. Parafie na jej terenie obsadzał duchowieństwem pochodzenia rosyjskiego, uznając kapłanów pochodzących z Wołynia i Podola za pozostających pod wpływem katolicyzmu i kultury polskiej. Z powodu tychże poglądów znalazł się w konflikcie z podległymi mu kapłanami. W 1862 otrzymał godność arcybiskupią. Cztery lata później został przeniesiony na katedrę włodzimierską i suzdalską. We wszystkich zarządzanych przez siebie eparchiach opiekował się szkołami duchownymi, przekazywał środki prywatne na remonty ich budynków. 
Pochowany w soborze Narodzenia Pańskiego we Włodzimierzu.